# Poçum

Foto de um leopardo negro do Out of Africa Wildlife Park em Camp Verde, Arizona

Poçum (em fom: Kposun) é um vodum cultuado pelos povos eués na África e no Brasil, a tradução é homem leopardo. O culto de Poçum é somente realizado no Brasil pela nação Jeje, é um vodum de características próprias e sendo impossibilitado de ser cultuado pelas demais tradições afro-descendentes.
Segundo as tradições Jeje, Poçum Pertence à família de Quevioço e são chamados de Jivodum (divindades que habitam o céu), mas também tem particularidades com os Aivodum (divindades que habitam a terra) que tem como vodum principal Azançum.
Como Poçum está ligado à terra e também ao céu, segundo algumas lendas é este vodum que abre a passagem dos mortos junto com Avimajé (vodum do culto de Azançum), para que Ku (A Morte) possa recebê-los no firmamento. 